# Negazione (matematica)

Diagramma di Venn della negazione

In logica e in matematica con negazione si intende un'operazione logica unitaria, che restituisce il valore di verità inverso di una proposizione.

## Definizione
Data una proposizione p si ha che ¬p è falsa se p è vera, ed è vera se p è falsa.
La tabella di verità della negazione  è la seguente: 
| {\displaystyle p} | {\displaystyle \neg p} |
| F                 | V                      |
| V                 | F                      |

## Notazione
Per indicare la negazione di una proposizione p si scrive, equivalentemente:
- {\displaystyle \neg p}

- ~{\displaystyle p}

- {\displaystyle {\bar {p}}}

- {\displaystyle !p}

- {\displaystyle p'}